# ناهيم خادي جينيور
ناهيم خادي جونيور (من مواليد 16 أغسطس 1979 في فريتاون، سيراليون)، هو لاعب كرة قدم محترف سابق من سيراليون، يعمل حاليًا كمدير مساعد في نادي دولويتش هاملت.

## مسيرته الرياضية
يحمل ناهيم خادي جونيور الجنسية اللبنانية بالإضافة إلى جنسيته الأصلية، يعتبر ناهيم أحد نجوم كرة قدم السيراليونية منذ بداياتها الأولى في القرن 20 في سنوات الستينيات وسبعينيات القرن الماضي. لعب بشكل ملحوظ مع كوفنتري سيتي وكريستال بالاس، قبل أن ينتقل إلى الدوريات الدنيا. أصبح أول لاعب في نادي بروملي يخوض مباريات دولية كاملة أثناء وجوده في النادي.
ناهيم هو نجل ناهيم خادي وهو لاعب كرة قدم دولي سابق في سيراليون والرئيس الحالي لاتحاد سيراليون لكرة القدم.

## وصلات خارجية
- ناهيم خادي جينيور على موقع ناشيونال فوتبول تيمز (الإنجليزية)

- ناهيم خادي جينيور على فرق كرة القدم الوطنية.كوم
- موقع اتحاد سيراليون لكرة القدم